# 丹·貝尼什克
丹·貝尼什克（英語：Dan Benishek；1952年4月20日—）是美国的一位政治人物，前密西根州第一國會選區選出的聯邦眾議員。

## 簡介
自2011年開始，他是密歇根州第一國會選區選出的美國眾議院議員。
他的黨籍是共和黨。
貝尼什克支持減少政府開支和小政府，並支持胎兒生命權（反對墮胎）和槍支權利。他因為反對患者保護與平價醫療法案 (Obamacare)，而於2010年在有競爭的民主黨人佔優勢的選區中勝出，當選眾議員。其後在2012年及2014年皆成功連任。2016年宣布不連任。

## 外部連結
- Congressman Dan Benishek official U.S. House site
- Benishek for Congress（页面存档备份，存于）
- 中的“丹·貝尼什克”
- 美國國會國家人物傳記大辭典中的傳記
- 由華盛頓郵報維護的投票記錄
- 智慧投票计划中的傳記、投票紀錄及利益集團評級
- 聯邦選舉委員會中的競選財務報告和數據
- C-SPAN內的頁面（英文）